# Heterocypris antilliensis
Heterocypris antilliensis is een mosselkreeftjessoort uit de familie van de Cyprididae. De wetenschappelijke naam van de soort is voor het eerst geldig gepubliceerd in 1982 door Broodbakker.